# Svenimento della Vergine
Svenimento della Vergine è una scultura della prima metà del XIV secolo e conservata nel museo di Castelvecchio di Verona. È attribuita al Maestro di Sant'Anastasia.
Originariamente faceva parte di un gruppo scultoreo, noto come Gruppo del Calvario, collocato nella chiesa di San Fermo Maggiore di Verona che poi è stato in parte trasferito nella chiesa parrocchiale di Cellore di Illasi  dove rimangono Crocefisso con la Maddalena e San Giovanni Evangelista.